# Bae Yong-joon
Bae Yong-joon (sinh ngày 29 tháng 8 năm 1972) hay Yon-sama (ヨン様) là nam diễn viên Hàn Quốc đã góp phần tạo nên làn sóng Hallyu kể từ phim truyền hình Bản tình ca mùa đông. Năm 2006 anh rút lui khỏi diễn xuất và thành lập công ty Keyeast.

## Tiểu sử
Bae Yong-joon sinh tại Mapo-gu, Seoul và theo học trường mẫu giáo Il-Mun, trường tiểu học Myung-Il, trường cấp hai Baejae, trường trung học Hanyoung. Anh từng ghi danh vào khoa Nghệ thuật của Đại học Sungkyunkwan vào năm 2000 nhưng sau đó đã bỏ dở chương trình học.

## Đời tư
Năm 2004, anh xác nhận đang hẹn hò với bạn gái cùng trường Đại học Sungkyunkwan là Lee Sa-kang nhưng chia tay không lâu sau đó.
Từ tháng 12 năm 2013 đến tháng 2 năm 2015, Bae Yong-joon hẹn hò với Koo So-hee là con gái của Koo Ja-kyun, phó chủ tịch tập đoàn LS Industrial Systems.
Bae Yong-joon và nữ diễn viên Park Soo-jin tuyên bố đính hôn vào tháng 5 năm 2015. Sau đó, cặp đôi đã tổ chức hôn lễ vào ngày 27 tháng 7 năm 2015 tại khách sạn Sheraton Grande Walkerhill Hotel. Đám cưới chỉ có sự tham dự của gia đình, bạn bè thân thiết và hạn chế sự có mặt của truyền thông.

## Sự nghiệp
Phim đầu tiên anh tham gia là "Ppilku" vào năm 1994. Sau đóng vai chính trong Salut D'Amour, "Six steps to separation" vào cuối năm 1994 và 1995. Và bắt đầu được chú ý sau vai phụ trong phim "Sunny place of the young". Trong phim, anh vào vai người thừa kế của 1 tập đoàn mỹ phẩm và là bạn thân của nhân vật chính Lee Jong Won đóng. Qua vai diễn này, anh bắt đầu tạo nên ấn tượng về một hình ảnh "quý tộc". Vai diễn được trông đợi tiếp theo của anh là Chan woo trong Mối tình đầu. Nhân vật "Chan-woo" la 1 chàng trai trẻ, thông minh nhưng có quá khứ phức tạp, đã bỏ trường Luật để tham gia vào một băng xã hội đen nhằm trả thù cho gia đình mình.
Sau năm 1999, Bae dự định rời xa nghiệp diễn viên để theo ngành nghiên cứu phim của Đại học Sungkyunkwan. Năm 2001, quay lại với màn ảnh nhỏ trong phim "Người quản lý khách sạn". Lần này, anh định nuôi tóc dài (theo như 1 bức ảnh của anh trên trang web fan lập ra).
Bae trở nên nổi tiếng khắp thế giới qua vai diễn tiếp theo trong một bộ phim tâm lý: Bản tình ca mùa đông. Mặc dù đây là phim truyền hình chứ không phải phim điện ảnh nhưng tỷ suất người xem tại Nhật Bản đạt 20% trên toàn quốc. Điều này đưa đến cho cả Bae và diễn viên đóng cặp với anh Choi Ji Woo một cơ hội mở rộng tầm ảnh hưởng của mình từ Hàn Quốc sang Nhật Bản. Sau Bản tình ca mùa đông, những bộ phim truyền hình cũng như điện ảnh của Hàn Quốc cũng trở nên quen thuộc, được biết đến nhiều hơn ở Nhật Bản. Hình ảnh Kang Jun-sang của Bae trong Bản tình ca mùa đông gây được sự chú ý rất lớn trong Làn sóng Hàn Quốc.
Bae giành được 1 địa vị vững chắc hơn tại Nhật Bản và Châu Á sau khi tham gia vai chính Jo Won trong phim "Untold Scandal"

## Danh sách phim

### Phim truyền hình
- 2011: Dream High (KBS)
- Winter sonata anime (DATV 2009)
- 2007: Thái vương tứ Thần ký (MBC)
- Hotelier (TV Asahi, 2007, ep1)
- 2002: Bản tình ca mùa đông (Winter Love Story, KBS)
- 2001: Người quản lý khách sạn (MBC)
- 1999: Thành thật với tình yêu (MBC)
- 1998: The Barefooted Youth (KBS)
- 1997: Mối tình đầu (KBS)
- 1996: Papa (KBS)
- 1995: A Sunny Place of The Young (KBS)
- 1995: Sea Breeze (PSB)
- 1995: Six Steps to Separation (KBS)
- 1994: Salut D'Amour (KBS)

### Phim điện ảnh
- 2005: April Snow
- 2003: Untold Scandal
- 1994: Pilku

### MV
- 2001 Goodbye My Love (Jo Sung Mo)
- 2002 Ditto and Sympathy 2

### Giải thưởng
- 2007 MBC Drama Awards: Best Couple Award (Thái vương tứ Thần ký)
- 2007 MBC Drama Awards: Daesang (Grand Prize)
- 2004 40th Baeksang Arts Awards: Best New Actor Award (The Untold Scandal)
- 2003 24th Blue Dragon Awards: Popularity Award (The Untold Scandal)
- 2003 24th Blue Dragon Awards: Best New Actor Award (The Untold Scandal)
- 2002 KBS Drama Awards: Best Actor Award (Bản tình ca mùa đông)
- 2002 KBS Drama Awards: Popularity Award
- 2002 38th Baeksang Arts Awards: Popularity Award
- 1997 33rd Baeksang Arts Awards: Popularity Award
- 1996 KBS Drama Awards: Valuable Actor Award
- 1996 KBS Drama Awards: Popularity Award
- 1995 KBS Drama Awards: Photogenic Award
- 1995 KBS Drama Awards: Best New Actor Award

## Sách
- 2004: The Image: Volume 1
- 2005: 100 days of Bae Yong Joon
- 2007: BYJ family book
- 100 Days of Bae Yong Joon (Japan Version) 2005
- Remembrances Photo Album - Korean Superstars' Images
- After Rain - Utsukushiki Korean Star no Sugao (Japan Version)
- Star Mondo Korean Star Photo Album (Japan Version)
- The Man - Korean Top Star Photo Album (Japan Version)
- 2009 [Book] A Journey in search of Korea Beauty